# 漂浪人生
《漂浪人生》（丹麥語：Flugt）是部國際合拍的動畫傳記片，由乔纳斯·波赫·拉斯穆森執導，講述住在丹麦的男子亞明·納瓦比首次分享他与家人逃離家乡阿富汗的秘密往事。里兹·阿迈德和尼可拉·科斯特-瓦爾道擔任本片監製。
電影於2021年1月28日在圣丹斯电影节舉行全球首映，並於12月3日由霓虹娛樂和參與者公司在美國院線上映。本片深獲好評，影展和影評人稱讚其動畫、故事、內容和題材，並贏得國家評論協會最佳紀錄片等獎項。
影片代表丹麥參選奧斯卡最佳國際影片獎且入圍12月短名單，並同時入圍最佳紀錄片短名單。並在第94屆奧斯卡金像獎上，被提名為最佳國際影片獎、最佳紀錄長片及最佳動畫長片。

## 劇情
電影講述亞明·納瓦比（Amin Nawabi）在與丈夫結婚之際，首次分享他作為難民從祖國阿富汗逃到丹麥的秘密過去。
1989年在苏联支持的阿富汗亲苏政府倒台后，害怕圣战者掌权的很多阿富汗人选择逃离阿富汗。阿明与母亲，哥哥和一对姐妹五口人先是乘坐苏联飞机飞到莫斯科，然后准备乘船偷渡到瑞典。由于偷渡需要筹集一大笔钱，于是两个姐妹首先偷渡离开前往瑞典。之后在阿明与母亲，哥哥与其他人一起偷渡的海上遇到了一艘游轮，结果他们被爱沙尼亚警方遣返回了俄罗斯。几年后，阿明独自一人飞到了丹麦并成为难民定居了下来。又过了几年，阿明哥哥和母亲才离开俄国到达北欧。

## 配音表
- 亞明·納瓦比 飾 他自己（现在）
  - 丹尼爾·卡里米亞（Daniel Karimyar） 飾 童年亞明（9-11岁）
  - 費丁·梅扎德（Fardin Mijdzadeh） 飾 青年亞明（15-18岁）
- Jonas Poher Rasmussen 飾 他自己，导演，采访记录者

## 製作
2021年1月，里兹·阿迈德和尼可拉·科斯特-瓦爾道被宣布將會擔任《漂浪人生》的監製和英文旁白。

## 上映
電影於2021年1月28日在圣丹斯电影节舉行全球首映。霓虹娛樂/參與者公司、寇松人工眼和高空影業分別拿下美國、英國和法國的發行權。電影原本預計於2020年5月在第73屆坎城影展舉行全球首映，但影展因2019冠状病毒病疫情取消。同年9月，影片還在2021年多倫多國際影展和2021年紐約影展放映。
2021年12月3日，《漂浪人生》由霓虹娛樂和參與者公司在美國院線上映。

## 反響

### 票房
電影首週從四所影院賺得24,794美元，平均6,198美元。

### 專業評價
《漂浪人生》取得廣泛好評，日舞影展評審團成員金·隆吉諾托在典禮上稱其為「一炮而紅的經典之作」。根據爛番茄收集的108篇評論文章，影片「新鮮度」98%，平均得分8.5（最高十分）。網站的共識評述寫道：「《漂浪人生》透過鮮活的動畫描繪難民的經歷，並突破了紀錄片製作的界線，呈現出一齣自我發現的感動回憶錄」。Metacritic根據23份評論打出平均分91（最高100），表明「普遍好評」。影評網站「英國影評」（UK Film Review）給予本片5顆星。
IMDb評選2021年最佳動畫電影中，《漂浪人生》排名第6名。《時代雜誌》2022年6月公佈的「16部必看LBGTQ題材電影」中，本片榜上有名。《IndieWire》列出21世紀最佳41部動畫電影名冊裡，本片排名第9名。爛番茄在2022年9月整理「有史以來最受好評的100部紀錄片」名單，本片排名第7名

## 榮譽
- 日舞影展世界紀錄片單元評審團大獎[27]
- 安錫國際動畫影展最佳外語片[27]
- 2021年多倫多國際影展（英语：2021 Toronto International Film Festival）觀眾票選紀錄片獎（英语：多倫多國際影展觀眾票選紀錄片獎）拿到亞軍[28]
- 第34届欧洲电影奖最佳纪录片、最佳动画片
- 第94届奥斯卡金像奖最佳国际影片、纪录片和动画电影三项提名
- 第75届英国电影学院奖最佳纪录片、动画电影两项提名
- 第79届金球奖最佳动画电影提名
- 評論家選擇紀錄片獎（英语：Critics' Choice Documentary Awards）最佳長片、最佳導演两项提名[29]
- 第29屆斯圖加特國際動畫電影節 最佳國際動畫長片獎[30]
- 第49屆安妮獎獨立動畫電影獎
- 第2屆Gold House（英语：Gold House）Gold List黃金名單 最佳原創劇本獎（獲獎）、最佳動畫片獎（榮譽提名獎）、最佳紀錄片獎（榮譽提名獎）[31]

## 外部連結
- 官方网站 電影預告片
- 互联网电影数据库（IMDb）上《漂浪人生》的资料（英文）
- 爛番茄上《漂浪人生》的資料（英文）
- Metacritic上《漂浪人生》的資料（英文）
- 豆瓣电影上《漂浪人生》的資料 （简体中文）